# Sabrina Agarbati
Sabrina Agarbati es una deportista italiana que compitió en taekwondo. Ganó una medalla de bronce en el Campeonato Europeo de Taekwondo de 1990 en la categoría de –43 kg.

## Palmarés internacional
| Campeonato Europeo | Campeonato Europeo | Campeonato Europeo | Campeonato Europeo |
| Año                | Lugar              | Medalla            | Categoría          |
| ------------------ | ------------------ | ------------------ | ------------------ |
| 1990               | Århus (Dinamarca)  | Medalla de bronce  | –43 kg             |